# Új-zélandi törpegém
Az új-zélandi törpegém vagy maori  néven kaoriki (Ixobrychus novaezelandiae) a madarak (Aves) osztályának gödényalakúak (Pelecaniformes) rendjébe, ezen belül a gémfélék (Ardeidae) családjába és a bölömbikaformák (Botaurinae) alcsaládjába tartozó kihalt faj.

## Előfordulása
Mint neve mutatja Új-Zéland területén volt honos. Az 1890-es években kihalt.

## Megjelenése
Hossza 25-26 centiméter, tollazata piszkos sárgásbarna vagy gesztenyebarna pöttyökkel.